# ベルサイユ (お笑いコンビ)
ベルサイユは、KRエンターテイメント所属の女性お笑いコンビ。
共にピン芸人としても活動する、・アントワネット（りか）と葵るこ（ノアイユ・ド・アオイ）によるコンビ。松竹芸能所属のピン芸人・ベルサイユとは無関係である。

## メンバー
- アントワネット（里香（りか））（1981年8月15日 - ）
  - 姫役。姫キャラクターとしては「ベルサイユ」出身で、1755年11月2日生まれという設定。

- ノアイユ・ド・アオイ（葵るこ（あおい るこ））（11月12日 - ）
  - 執事役。京都府出身。執事キャラクターとしては横浜出身という設定。
  - 身長165cm、B87cm、W58cm、H87cm。
  - アマチュア無線技士の資格あり。
  - インターネットサイト『デジドルネット』で、デジドルエッグ19期生としても活動していた。
  - ライターとしても活動し、雑誌『Beppin School』でコラムの連載を持っていた。
  - 役者として、劇団ANTprojectの舞台に参加、出演している。

## 来歴
以前は、幹てつやが総合プロデュースを務めたユニット『MPガールズ』のメンバーとして活動。クレイジードールズの2人も同じユニットのメンバーだった時もあったが、2007年に入ってからはメンバーがりか、葵るこ、大野仁美の3人となり、この時からお笑いの活動も開始。2008年3月からはメンバー個々の活動が主とな大野、葵の2人によるコンビ「ハッピーベリー」としての活動も開始。同年8月には大野が上野あいみとすっとんきょを結成し、松竹芸能へ移籍。2008年12月に、それまでのハッピーベリーの2人でキャラクター芸人コンビ『ベルサイユ』としての活動を開始。なお2人それぞれの、ピン芸人としての活動も行っている。

## 芸風

### リナ・アントワネット
リナ・アントワネット#芸風の節を参照。

### 葵るこ
「ゴミ分別研究所所長」のキャラクターでは、男性の顔、体などの写真をめくり芸で「萌える」「萌えない」と自ら査定しながら見せていくという芸風。「萌えない」と言った写真は丸めて客席の方へ投げている。他には「恋愛カウンセラー」、「フィリピン人のリンダ」などの外国人、宇宙人などのキャラクター芸がある。

## 出演

### テレビ
- 大谷ゆみこの雑穀グルメクッキング（スカパー!） - 葵のみ、レギュラー
- naked NEWS 日本版（葵のみ、レギュラーキャスター）
- MPガールズのひかり荘
- あっ!とおどろく放送局
- イツザイ（テレビ東京） - 2009年5月30日、リナのみ『濱口優女芸人プロデュースオーディション』出演

### ラジオ
- 週刊湘南レディオMAGAZINE!（FM湘南ナパサ） - MPガールズ時代の出演
- すぎはら美里のガールズミリタリー（レインボータウンエフエム放送）

### 新聞・雑誌
- Beppin School（葵のみ、コラム連載）
- 日刊ゲンダイ（葵のみ『失礼します』2006年8月10日掲載）
- S Cawaii!（2007年12月号）

### ライブ
- からくりかまきりぃ
- ホラカクプレライブ
- 雷ライブ（浅草東洋館）
- エンタメ笑ライブ
- ガールズギグ
- マサシンライブ
- 疾風迅雷
- TEPPENハニー
- 笑いのNISHIKI
- タカタカブーン
- 芸人☆ウォーズ（東京都中野区・Studio twl）
- 実験ライブ
- プリンスVSプリンセスライブ
- ボビーにおまかせ
- ルネッサンスライブ（新宿アシベ会館）
- ウホホィLIVE
- 女神達の反乱（新宿fu-）
他

### イベント
- 東京モーターショー2007（葵のみ）